# نسر أسود أوراسي
النسر الأسود الأوراسي (الاسم العلمي: Aegypius monachus) يُسمى أيضاً النسر الأسود أو النسر الراهب أو النسر الرمادي أو نسر الجِوَاء، هو نسر من نسور العالم القديم، يتبع رتبة الجوارح وفصيلة البازية، وهو واحد من أكبر نسرين من نسور العالم القديم. والنسر الأسود الأوراسي يختلف عن النسر الأسود، فالنسر الأسود من نسور العالم الجديد، والنسر الأسود الأوراسي من نسور العالم القديم، ولكنهما متشابهان في الاسم.

## التصنيف
تمت تسمية هذا النسر بإسمه العلمي (Aegypius monachus) سنة 1766 من طرف العالم كارولوس لينيوس واسم الجنس Aegypius هو كلمة يونانية (αἰγυπιός) تعني «نسر»، ويشير الاسم «نسر أسود» إلى اللون الريش الظاهري، بينما يشير اسم «نسر الراهب» وهو ترجمة مباشرة لإسمه الألماني (Mönchsgeier)، بسبب أن الرأس الأصلع وريش العنق يبدو مثل قلنسوة الراهب.
هذا الطائر من نسور العالم القديم، وبالتالي فهو ليس مرتبطا بشكل قريب بنسور العالم الجديد، التي تنتمي إلى عائلة منفصلة، القمقاميات (Cathartidae). لذلك فهو لا يرتبط ارتباطًا وثيقًا بالنسر الأسود الأمريكي رغم أن الاسم والتلوين مشابهان.

## التوزيع والموطن

### الإنتشار
يعيش النسر الراهب في أوراسيا، الحد الغربي لمناطق انتشاره موجود في إسبانيا والبرتغال، وهناك أعداد من هذه النسور أعيدت إلى جنوب فرنسا، كما توجد هذه النسور بشكل متقطع في اليونان وتركيا وفي أواسط الشرق الأوسط، ويمتد موطنها عبر باكستان وشمال الهند وحتى الحد الشرقي في أواسط آسيا، حيث تتكاثر في شمال الصين ومنشوريا ومنغوليا وكوريا وقد تزور بعض هذه الطيور شمال أفريقيا في الشتاء رغم أن هذه الطيور كانت سابقا تعشش في دول مثل المغرب والجزائر.

### الموطن
يعيش النسر الرمادي في مناطق الهضاب والجبال، ويفضل المواطن المفتوحة شبه الجافة. وتوجد النسور الراهبة عادةً في المناطق النائية بعيداً عن الإزعاج، حيث يكون وجود البشر قليلاً ومحدوداً.

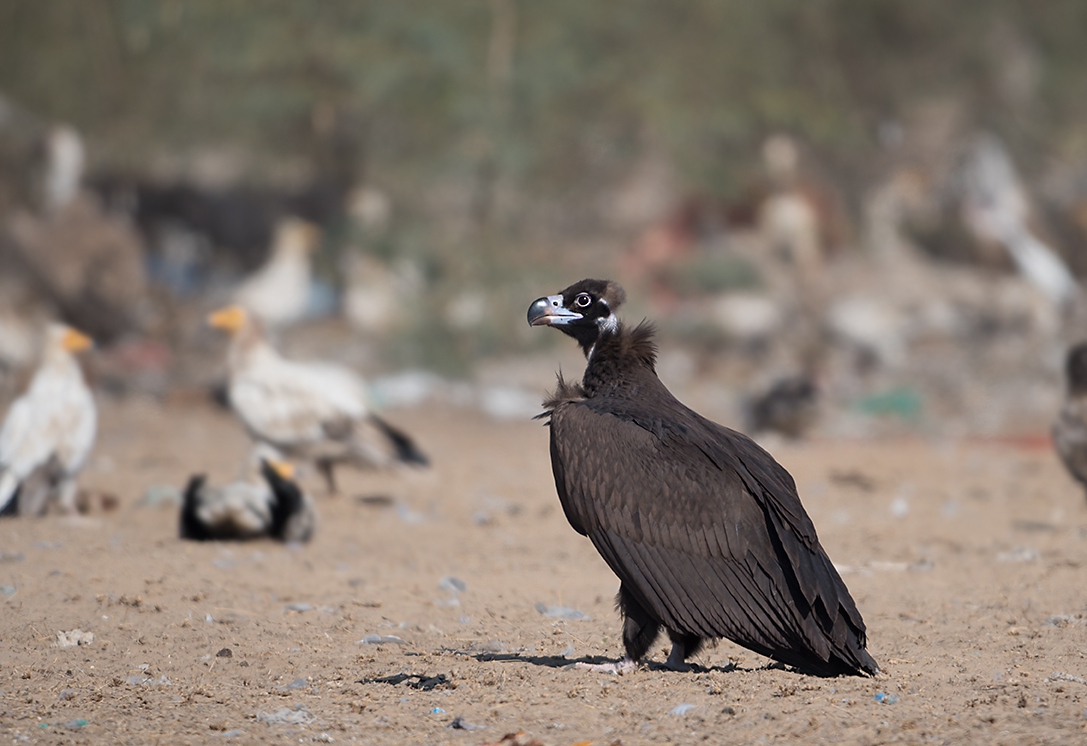
نسر أسود في منطقة صحراوية ويمكن ملاحظة بعض النسور المصرية في الخلفية

## الوصف

### الحجم
يُعتقد أن النسر الرمادي هو أكبر طائر من صنف الجوارح في العالم، أما الكندور، وهو أكبر قليلاً من النسر الرمادي، فإنه يتبع عائلة نسور العالم الجديد التي لا تصنف ضمن الجوارح. يتراوح طول هذا النسر ما بين 98 و120 سنتمتراً، وباع جناحيه ما بين 2,5 و3,1 متر، أما وزنه فيتراوح ما بين 7 و14 كيلوغراماً، فهو واحد من أثقل الطيور القادرة على الطيران.

### المظهر
لون ريش النسر الراهب هو البني الداكن وعنقه مغطى بالريش على رغم أن بعض الأفراد يمتلكون أعناق خالية من الريش، ومنطقة وجهه خالية من الريش وهناك بقعة داكنة تحيط بعينيه كأنه يرتدي قناعا.

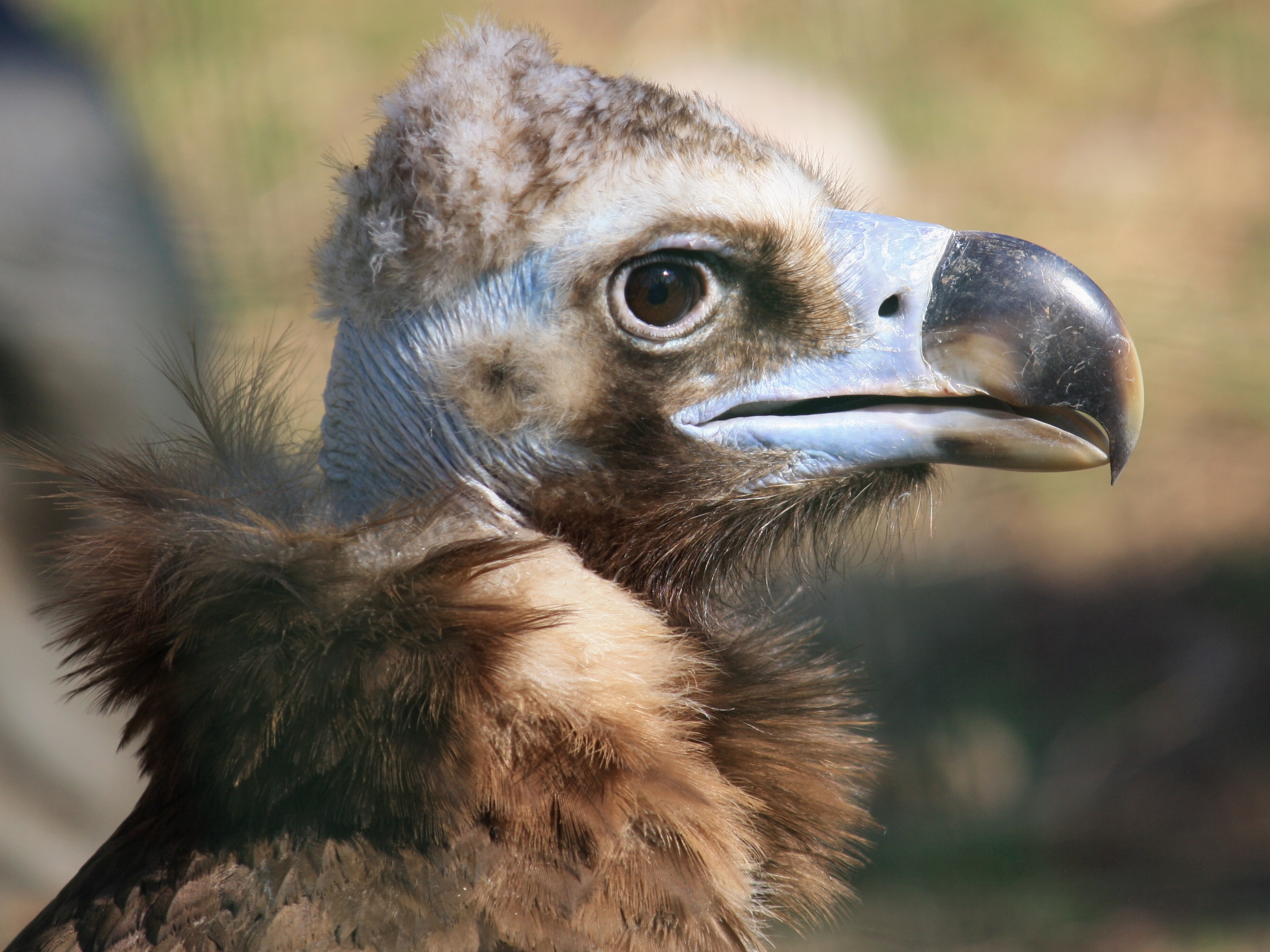
رأس النسر الراهب

## معرض الصور

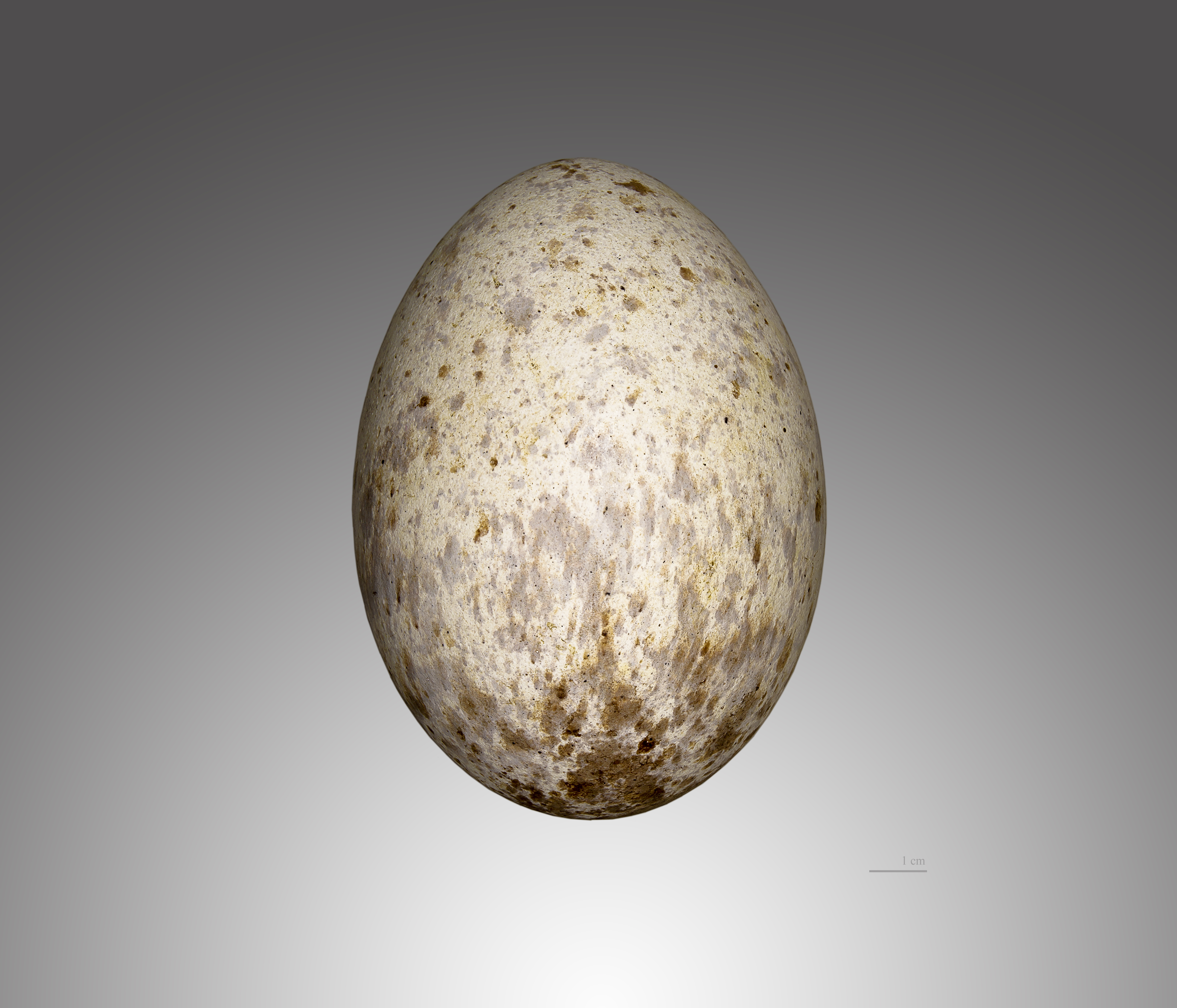
بيضة
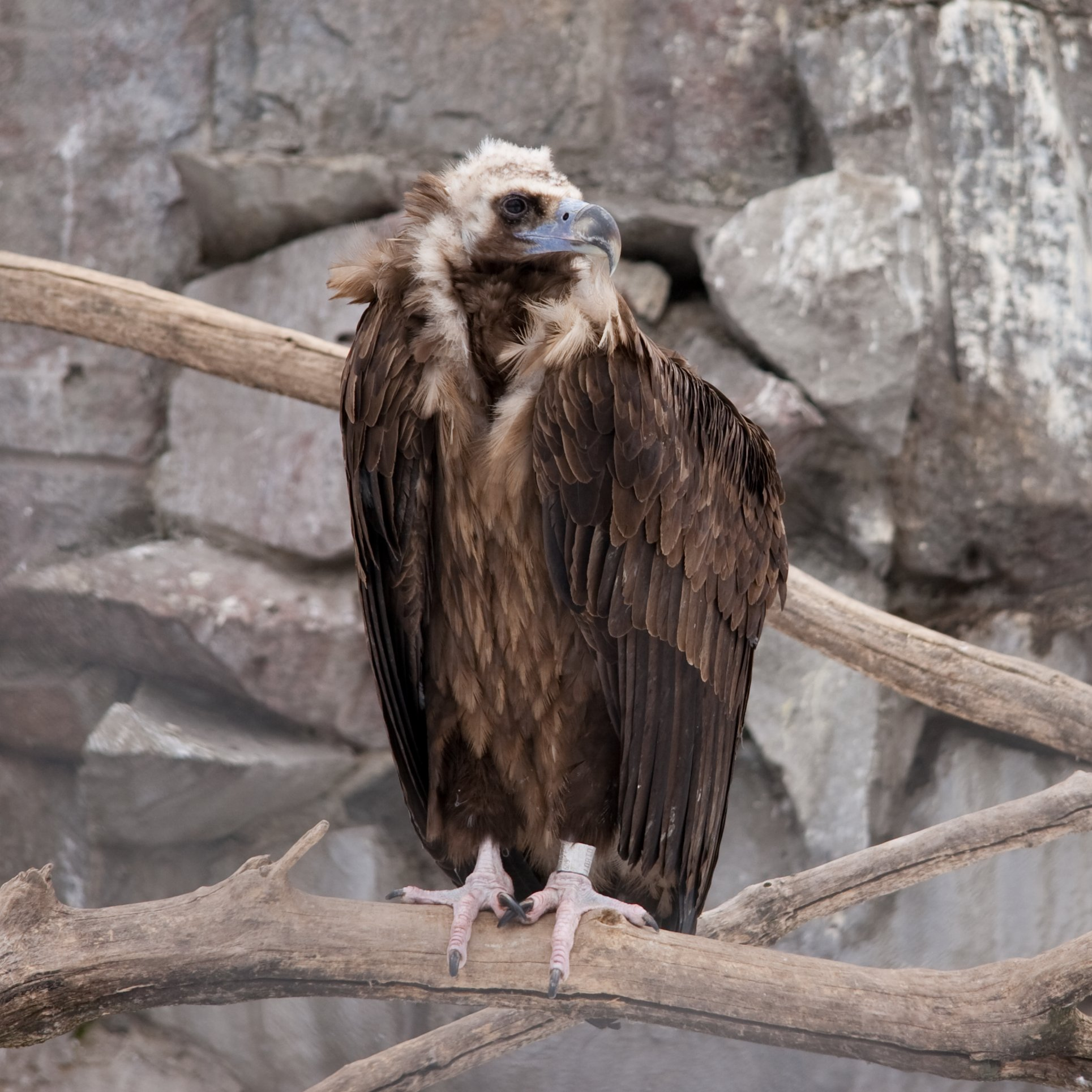
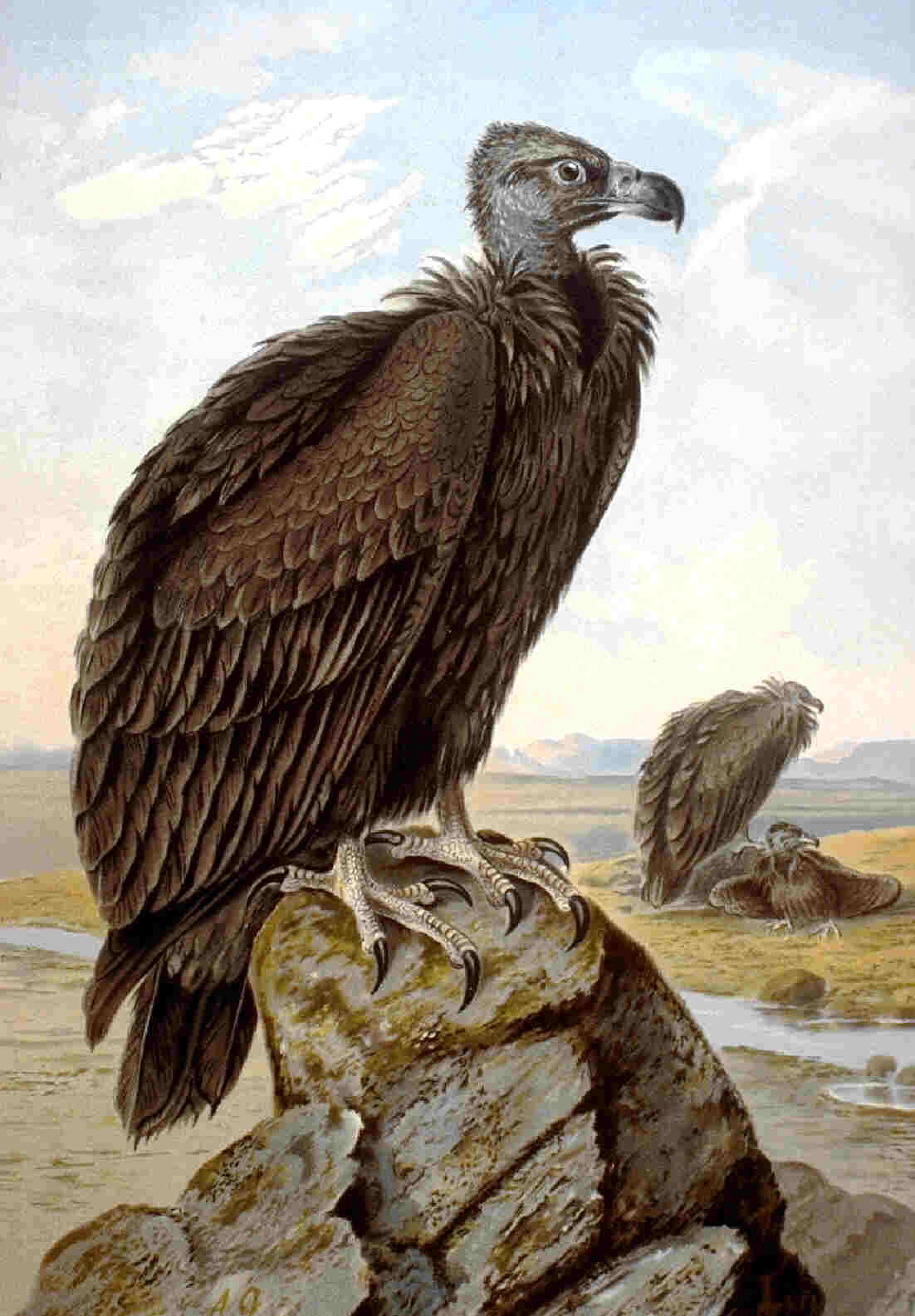
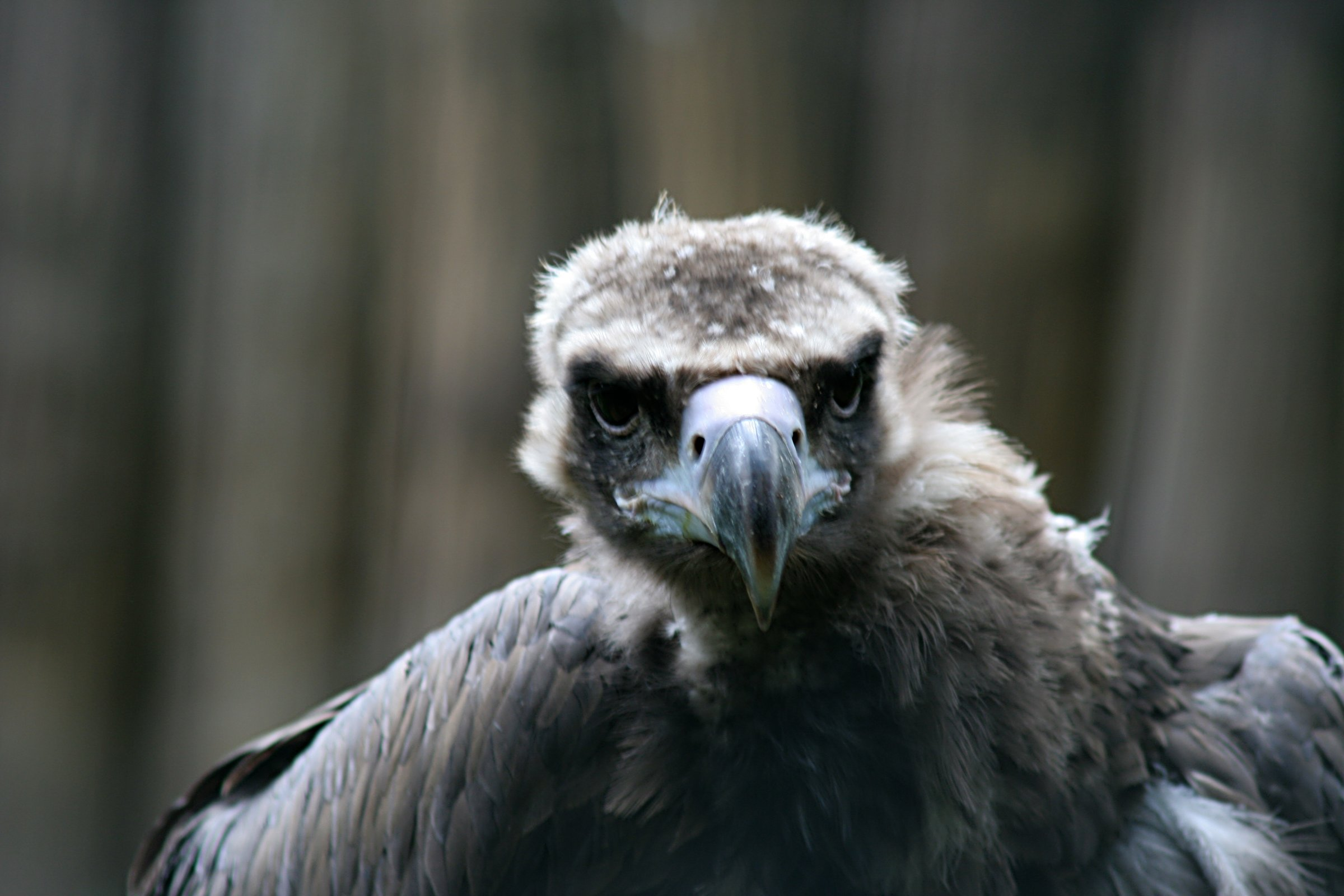
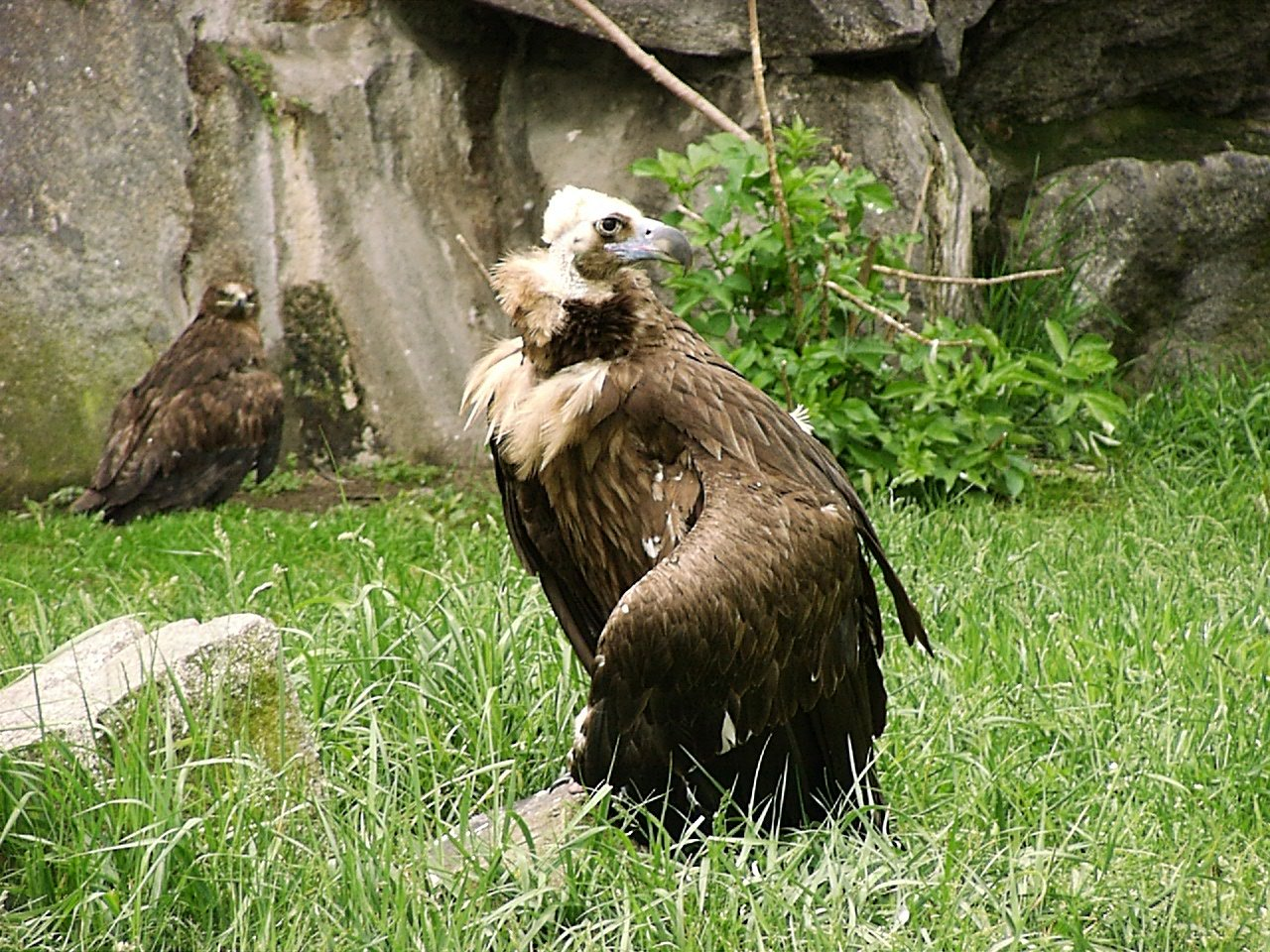
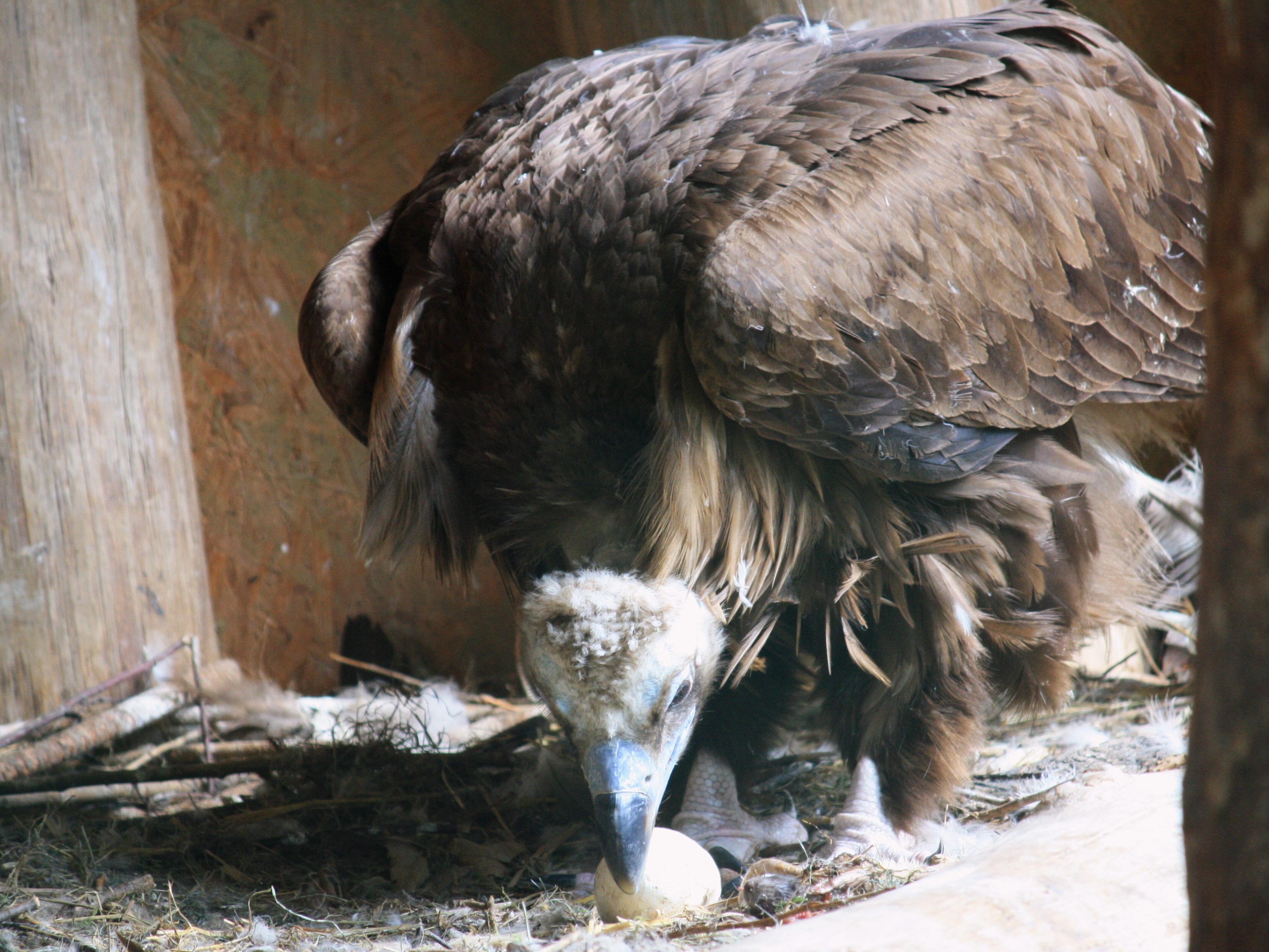